# اوندینا والا
اوندینا والا (ایتالیایی: Ondina Valla; ۲۰ مهٔ ۱۹۱۶ – ۱۶ اکتبر ۲۰۰۶) دونده زن اهل ایتالیا بود.